# Mireille Renouvin
Mireille Renouvin (Tulle, 31 de julio de 1908-París, 7 de junio de 1987) de soltera Mireille Tronchon, fue una magistrada y miembro de la resistencia francesa del movimiento de Combat.

## Biografía
Fue arrestada el 29 de mayo de 1943 por la Gestapo en la estación de Brive-la-Gaillarde, al mismo tiempo que su futuro esposo Jacques Renouvin (con quien se casó bajo custodia el 3 de agosto de 1943), quien murió en Mauthausen el 24 de enero de 1944. Embarazada en el momento de la detención, dio a luz en el centro penitenciario de La Santé el 15 de junio de 1943 a su hijo Bertrand Renouvin.
Después de la guerra, trabajó en el poder judicial.

## Honores
- Existe una plaza llamada Mireille et Jacques Renouvin en París.[6]
- Medalla de la Resistencia.[3]